# Акопян, Леонид Самсонович
Леонид Самсонович Акопян (арм. Լեոնիդ Սամսոնի Հակոբյան, 5 июня 1936, Ленинакан, Армянская ССР, СССР — 6 февраля 2002, Ереван) — армянский партийный, государственный и политический деятель. Экономист, философ, юрист, доктор экономических наук, член-корреспондент НАН РА.

## Биография
В 1957 году окончил Московский финансово-экономический институт. В 1958 году — Всесоюзный заочный юридический институт. Член КПСС (с 1958).
1958—1963 — Московский машиностроительный институт.
В 1964 году защитил кандидатскую диссертацию.
В 1981 году окончил Академию народного хозяйства при Совете Министров СССР. Доктор экономических наук (1984). Профессор. Член-корреспондент НАН РА (2000).
В 1960—1976 годах — старший научный сотрудник, затем заведующий отделом комитета народного контроля института экономики Армянской ССР.
В 1976—1979 годах заместитель министра торговли Армянской ССР.
1981—1986, 1988—1991 — заместитель руководителя отдела ЦК КПА Армении, а затем руководитель отдела, второй секретарь ЦК КПА Армении.
В 1986—1988 годах был председателем правления «Айкоопа» (Союз кооперативов Армении).
В 1981—1990 годах избран депутатом Верховного совета Армянской ССР. В 1990—1995 годах переизбран на новый срок. Заместитель председателя постоянной комиссии по финансово-бюджетным, кредитным и экономическим вопросам. Председатель финансово-экономической комиссии межпарламентской ассамблеи СНГ.
Член Коммунистической партии Армении (КПА).
В 1995—1999 годах вновь депутат парламента. Член партии КПА.
С 1996 года — действительный член инженерской академии Армении.
30 мая 1999 года — избран депутатом парламента. Член постоянной комиссии по финансово-бюджетным, кредитным и экономическим вопросам. Секретарь ЦК КПА Армении.
С февраля по ноябрь 2000 года министр территориального управления и градостроительной деятельности Армении.
В 2000—2002 годах был советником премьер-министра Армении.